# Cimiano (Mailand)

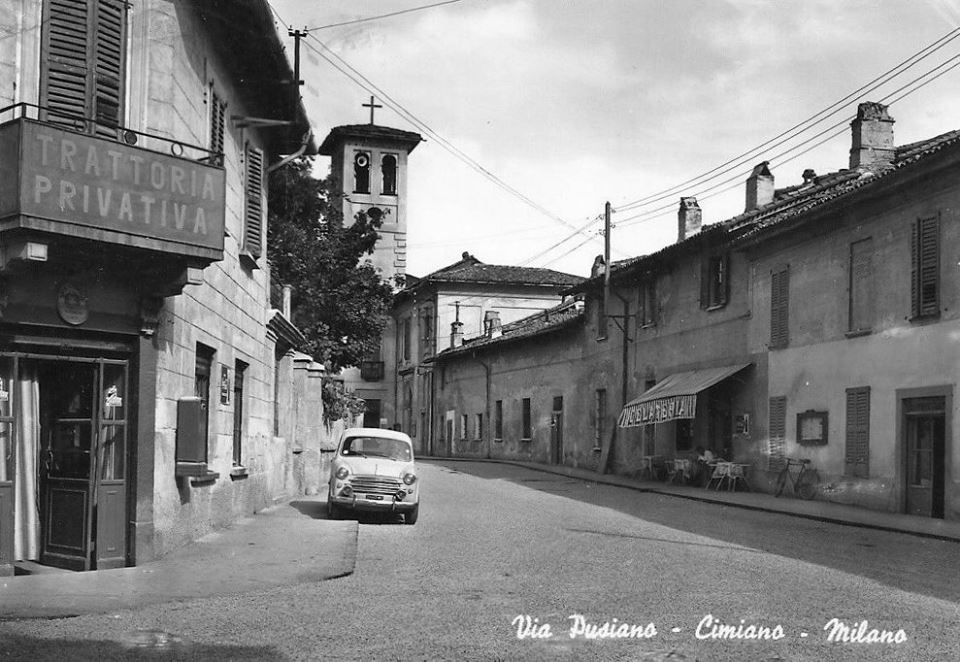
Bild vom alten Dorfkern in den 1960ern

Cimiano (lombardisch Cimian [ʧi'mjɑ̃ː]) ist ein Stadtteil der norditalienischen Großstadt Mailand. Er befindet sich am nordöstlichen Stadtrand und gehört zu den Stadtbezirken 2. und 3.